# Saint-Savin (Gironde)
Saint-Savin is een gemeente in het Franse departement Gironde (regio Nouvelle-Aquitaine). De plaats maakt deel uit van het arrondissement Blaye. Saint-Savin telde op 1 januari 2022 3.468 inwoners.

## Geografie
De oppervlakte van Saint-Savin bedroeg op 1 januari 2022 33,87 vierkante kilometer; de bevolkingsdichtheid was toen 102,4 inwoners per km².
[[Bestand:|thumb|left|360px|Kaart van de gemeente met belangrijkste infrastructuur, bodemgebruik en omliggende gemeenten]]

## Demografie
Onderstaande figuur toont het verloop van het inwonertal (bron: INSEE-tellingen).